# Ô Sorte
Ô Sorte é o álbum de estreia do cantor e compositor carioca Mosquito, lançado em 9 de julho de 2015 pela Sony Music. O álbum é produzido por Max Pierre.

## Lista de faixas
| N.º            | Título                                         | Compositor(es)                            | Duração  |  |
| 1.             | "Ô Sorte"                                      | Mosquito Tinho Brito Márcio Claro         | 2:53     |  |
| 2.             | "Só por Hoje"                                  | Mosquito                                  | 3:48     |  |
| 3.             | "Vou Ver Juliana"                              | Mosquito Tinho Brito                      | 2:45     |  |
| 4.             | "O Dono da Favela"                             | Mosquito                                  | 3:04     |  |
| 5.             | "O Amor Mandou Dizer" (Part. Xande de Pilares) | Pilares Gilson Bernini                    | 3:42     |  |
| 6.             | "O Destino Escolheu"                           | Mosquito                                  | 3:58     |  |
| 7.             | "Atalho" (Part. Zeca Pagodinho)                | Cléber Augusto Djalma Falcão Jorge Aragão | 3:06     |  |
| 8.             | "Não Enche"                                    | Caetano Veloso                            | 3:46     |  |
| 9.             | "Dona do Dia a Dia"                            | Mosquito                                  | 3:35     |  |
| 10.            | "O Filho da Mãe"                               | Mosquito                                  | 2:32     |  |
| 11.            | "Papel de Bobão"                               | Mosquito                                  | 2:59     |  |
| 12.            | "Saudade da Ilha"                              | Wagner Mariano Leonardo Mariano           | 3:40     |  |
| 13.            | "Cadê a Viola Maria"                           | Mosquito                                  | 3:38     |  |
| Duração total: | Duração total:                                 | Duração total:                            | 00:43:26 |  |

## Participações em Trilhas Sonoras
- Ô Sorte fez parte da trilha sonora da novela Babilônia da Rede Globo tema de Igor Angelkorte e Marcos Veras[3].
- Não Enche fez parte da trilha sonora da novela I Love Paraisópolis da Rede Globo[4].
- Papel de Bobão fez parte da trilha sonora da novela A Regra do Jogo da Rede Globo tema de Fernanda Souza[5].